# Jimmy Morales
Jimmy Morales (ur. jako James Ernesto Morales Cabrera 18 marca 1969 w Gwatemali) – gwatemalski polityk, komik i aktor, prezydent Gwatemali w latach 2016–2020.

## Życiorys
Urodził się 18 marca 1969 roku w Gwatemali jako James Ernesto Morales Cabrera. Po śmierci ojca w 1972, który zginął w wypadku motocyklowym, rodzina żyła w ubóstwie, sprzedając na ulicznych straganach banany, używaną odzież i inne towary.
Dzięki stypendium World Vision International mógł wstąpić na Uniwersytet Gwatemalski, na którym ukończył studia w zakresie zarządzania. Zdobył tytuł magistra w zakresie bezpieczeństwa na prywatnej uczelni Universidad Mariano Gálvez de Guatemala. Ukończył także studia doktorskie w zakresie bezpieczeństwa na Uniwersytecie Gwatemalskim.
Od 2000 do 2014 roku występował z bratem Sammym w Moralejas, cotygodniowym serialu komediowym, w którym wcielał się w kowboja, który został prezydentem Gwatemali. 23 lutego 2011 roku oficjalnie zmienił imię i nazwisko na Jimmy Morales. Wkrótce potem wkroczył do polityki, startując bez powodzenia (2011) w wyborach burmistrza Mixco.
1 września 2015 roku prezydent Otto Pérez Molina został pozbawiony immunitetu przez parlament z powodu zarzutów o korupcję i udział w grupie przestępczej, następnego dnia złożył rezygnację z urzędu prezydenta, a 3 września został aresztowany. Razem z nim oskarżono ośmiu ministrów, a kilka miesięcy wcześniej wiceprezydent Roxanę Baldetti. Morales zdecydował się na start w przyśpieszonych wyborach, wygrywając pierwszą turę z 24-procentowym poparciem. W kampanii prezydenckiej przedstawiał się jako kandydat z ludu i występował przeciw powszechnej korupcji wśród elit, startując z poparciem prawicowego Frontu Konwergencji Narodowej i poparciem środowisk biznesowych. 25 października 2015 roku odniósł zwycięstwo w wyborach, zdobywając w drugiej turze 67% głosów i pokonując byłą pierwszą damę, Sandrę Torres. Jeszcze pół roku przed wyborami poparcie dla niego oscylowało wokół 0,5%.
Jest ewangelikalnym chrześcijaninem. Sprzeciwia się aborcji, legalizacji narkotyków, małżeństwom jednopłciowym i opowiada za odnowieniem sporu terytorialnego z Belize. Krytycy zarzucają mu powiązania z generałami, którzy dowodzili masakrami ludności cywilnej podczas wojny domowej.